# William H. Sewell Jr.
William H. Sewell Jr. (* 1940 in Stillwater, Oklahoma) ist ein US-amerikanischer Politikwissenschaftler und Historiker. Er ist als Frank P. Hixon Distinguished Service Professor Emeritus für Politikwissenschaft und Geschichte an der University of Chicago tätig.

## Familie
Sewell ist der Sohn von William H. Sewell, einem Soziologen, der von 1967 bis 1968 Kanzler der University of Wisconsin–Madison war.

## Akademischer Werdegang
Sewell schloss 1962 seinen Bachelor of Arts in Geschichtswissenschaften an der University of Wisconsin–Madison ab und erhielt 1971 seinen Doktorgrad in Geschichtswissenschaften von der University of California, Berkeley. Der Titel seiner Dissertation war „The Structure of the Working Class of Marseille in the Middle of the Nineteenth Century“ („Die Struktur der Arbeiterklasse von Marseille Mitte des 19. Jahrhunderts“). Sein Betreuer war der Historiker Hans Rosenberg. In Logics of History (2005) beschreibt Sewell seinen interdisziplinären Werdegang: Er arbeitete von 1968 bis 1975 im Fachbereich Geschichte der University of Chicago. Darauf folgte von 1975 bis 1980 eine Stelle in den interdisziplinären Sozialwissenschaften an der School of Social Science des Institute for Advanced Study in Princeton. Von 1980 bis 1983 war Sewell wieder am Fachbereich Geschichte tätig, diesmal an der University of Arizona, wo er von 1983 bis 1985 zusätzlich für den Fachbereich Soziologie arbeitete. Auch an der University of Michigan war er danach, von 1985 bis 1990, in beiden Fächern tätig. Danach arbeitete er ab 1990 sowohl in den Geschichts- als auch den Politikwissenschaften derselben Universität. Er leistete Beiträge in den Bereichen zur modernen Arbeit in Frankreich, zu Sozial-, Kultur- und Politikgeschichte, zur Geschichte des Kapitalismus sowie zu Sozial- und Kulturtheorie.
2004 wurde Sewell zum Mitglied der American Academy of Arts and Sciences gewählt.

## Publikationen (Auswahl)

### Monographien
- Work and Revolution in France: The Language of Labor from the Old Regime to 1848. Cambridge University Press, Cambridge 1980.
- Structure and Mobility: The Men and Women of Marseille, 1820-1870. Cambridge University Press, Cambridge 1985.
- A Rhetoric of Bourgeois Revolution: The Abbé Sieyes and "What Is the Third Estate?" Duke University Press, Durham, 1994.
- Silence and Voice in the Study of Contentious Politics (Mitautor). Cambridge University Press, Cambridge 2001.
- Logics of History: Social Theory and Social Transformation. The University of Chicago Press, Chicago 2005.
- Capitalism and the Emergence of Civic Equality in Eighteenth Century France. The University of Chicago Press, Chicago 2021.

### Artikel und Kapitel
- Social Change and the Rise of Working-Class Politics in Nineteenth Century Marseille. In: Past and Present. Heft 65, November 1974, S. 75–109.
- Ideologies and Social Revolutions: Reflections on the French Case, Journal of Modern History, Heft 57, März 1985, S. 57–85.
- Visions of Labor: Illustrations of the Mechanical Arts Before, In, and After Diderot's Encyclopédie. In: Steven Kaplan and Cynthia Koepp, (Hrsg.): Work in France: Place, Practice, Organization, and Meaning. Cornell University Press, Ithaca 1986, S. 258–86.
- Uneven Development, the Autonomy of Politics and the Dockworkers of Nineteenth-Century Marseille. In: American Historical Review. Heft 93, Juni 1988, S. 604–637.
- How Classes Are Made: Critical Reflections on E. P. Thompson's Theory of Class Formation. In: Harvey J. Kaye und Keith McClelland (Hrsg.): E. P. Thompson: Critical Debates. Basil Blackwell, Oxford 1990, S. 50–77.
- Toward a Post-Materialist Rhetoric for Labor History. In: Lenard R. Berlanstein (Hrsg.): Rethinking Labor History: Essays on Discourse and Class Analysis. University of Illinois Press, Urbana 1993, S. 15–38.
- A Theory of Structure: Duality, Agency, and Transformation. In: American Journal of Sociology. Heft 98, Juli 1992, S. 1–29.
- Three Temporalities: Toward an Eventful Sociology. In: Terrence J. McDonald (Hrsg.): The Historic Turn in the Human Sciences. University of Michigan Press, Ann Arbor 1996, S. 245–280.
- Historical Events as Transformations of Structures: Inventing Revolution at the Bastille. In: Theory and Society. Heft 25, 1996, S. 841–881.
- The Concept(s) of Culture. In: Victoria Bonnell und Lynn Hunt (Hrsg.): Beyond the Cultural Turn: New Directions in the Study of Society and Culture. University of California Press, Berkeley 1999, S. 35–61.
- Space in Contentious Politics. In: Ronald Aminzade, Doug McAdam, Elizabeth Perry, William H. Sewell, Jr., Sidney Tarrow, and Charles Tilly: Silence and Voice in the Study of Contentious Politics. Cambridge University Press, Cambridge 2001, S. 51–89.
- It's About Time: Temporality in the Study of Social Movements and Revolutions (mit Doug McAdam). In: Aminzade et al.: Silence and Voice in the Study of Contentious Politics. Cambridge University Press, Cambridge 2001, S. 89–125.
- The French Revolution and the Emergence of the Nation Form. In: Michael Morrison und Melinda Zook (Hrsg.): Revolutionary Currents: Transatlantic Ideology and Nationbuilding, 1688-1821. Rowman and Littlefield, 2004, S. 91–125.
- From State-Centrism to Neoliberalism: Macro-Historical Contexts of Population Health Since World War II. In: Peter Hall und Michèle Lamont (Hrsg.): Successful Societies: Institutions, Cultural Repertories, and Health. Cambridge University Press, Cambridge 2009, S. 254–87.
- Economic Crises and the Shape of Modern History. In: Public Culture. Heft 24, 2, 2012, S. 303–27.
- Neoliberalism: Policy Regimes, International Regimes, and Social Effects (mit Peter Evans). In: Peter Hall und Michèle Lamont (Hrsg.): Social Resilience in the Neoliberal Era. Cambridge University Press, Cambridge 2013, S. 35–68.
- Connecting Capitalism to the French Revolution: The Parisian Promenade and the Origins of Civic Equality in Eighteenth Century France. In: Critical Historical Studies. Heft 1,1, 2014, S. 5–46.
- On the Emergence of Capitalism: Marx, Brenner, and the Troublesome Case of the Dutch. In: Critical Historical Studies. Heft 11, 1, 2024, S. 1–46.